# 각섬암

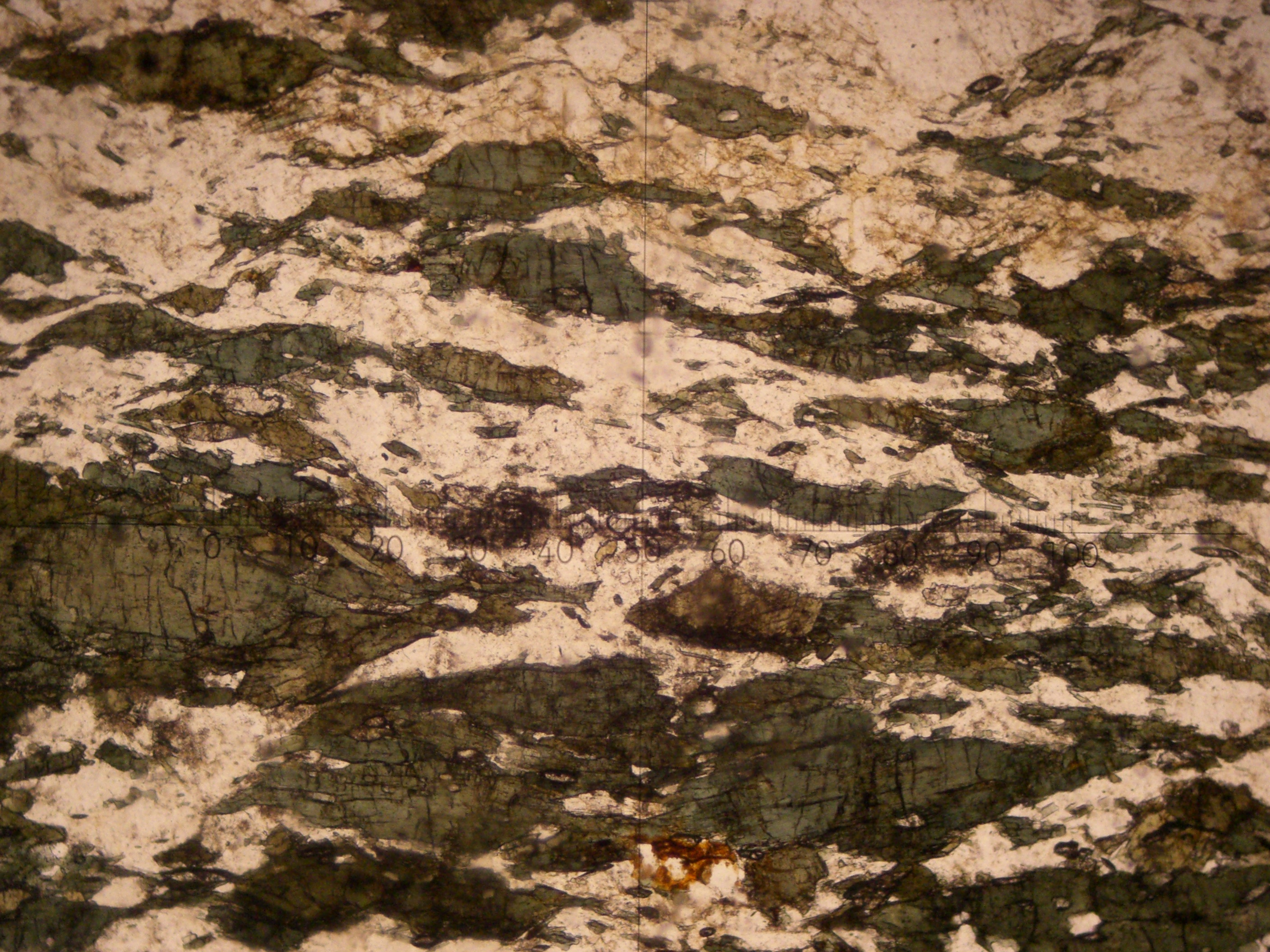
각섬암의 박편사진

각섬암(角閃岩)은 주로 보통 각섬석 (hornblende)으로 구성된 암석에 붙는 이름으로, 이 이름은 변성암으로 제한된다. 오늘날 주로 보통각섬석으로 구성된 완정질 심성화성암에는 각섬석암이라는 이름을 붙이는데, 이는 결정들이 집적된 것이다. 90 % 이상이 각섬석이고 기질이 장석인 암석은 황반암(lamprophyre)이다.
각섬암은 주로 각섬석과 사장석으로 구성되고 석영이 적거나 없는 암석을 지칭한다. 대개 어두운 색이며 무거우며 약한 엽리나 편리를 보인다. 암석 내의 검고 흰 소규모의 광물 조각들은 흔히 소금이나 후추를 뿌려 놓은 것 같은 모양을 보인다.
각섬암은 변성 고철질암으로부터만 유래된 것은 아니다. 왜냐하면 변성작용에서는 전적으로 프로토리쓰의 화학에 의존되어 광물이 만들어지는데, 어떤 불순한 이회암과 화산성 퇴적물들이 변성되면 사실 각섬암 조합을 만들기 때문이다. 백운석과 능철석(siderite)를 함유하는 퇴적층도 또한 별 무리없이 각섬암으로 수용된다 (투각섬석편암, 그륀네라이트편암, 등등)
특별히 주변 화강암질 덩어리에 의해 접촉변성작용을 어느 정도 받은 곳에서는 변성된 현무암은 정각섬암을 만들고 화학적으로 상응되는 암체는 준각섬암을 만든다.
투각섬석은 주로 변성작용을 크게 받은 초고철질암석으로부터 생기는데 투각섬석-활석 편암은 일반적으로 각섬암으로 분류되지 않는다. 왜냐하면 이것은 초고철질 편암으로 쉽게 인식될 수 있을 정도로 매우 명백하기 때문이다.